# Ulrich Stiehl
Ulrich Walter Stiehl (geboren 23. Dezember 1947 in Wiesbaden) ist ein deutscher Sachbuchautor und Programmierer. Bereits im Alter von zwanzig Jahren schrieb er als Ersatzdienstleistender eine Einführung in die allgemeine Semantik.
Stiehl hat mehrere Sachbücher und Aufsätze für Fachzeitschriften verfasst. In den 1980er-Jahren hat er diverse Software programmiert. Von September 1984 bis März 1987 gab er das Apple-II-Computermagazin Peeker heraus. Er arbeitete bis 2004 für 26 Jahre als Ausbilder für die Verlage Hüthig und Dudenverlag.
Bekannt geworden ist er als Verfasser eines Sanskrit-Kompendiums. Ulrich Stiehl wohnt in Heidelberg.

## Publikationen
Sachbücher
- Einführung in die allgemeine Semantik. Francke 1970 (Onlineausgabe; PDF; 14,0 MB)
- Satzwörterbuch des Buch- und Verlagswesens. Verlag Dokumentation 1977, ISBN 3-7940-4147-X
- Apple ProDOS für Aufsteiger. Band 1, 2. ergänzte Auflage, Hüthig 1985, ISBN 3-7785-1098-3
- Apple ProDOS für Aufsteiger. Band 2, Hüthig 1985, ISBN 3-7785-1040-1
- Apple Assembler. 2. Auflage. Hüthig 1985, ISBN 3-7785-1047-9
- Apple DOS 3.3. 3. überarbeitete Auflage, Hüthig 1986, ISBN 3-7785-1297-8 (Onlineausgabe der 2. Auflage 1984; PDF; 6,0 MB)
- Die Buchkalkulation. 4. völlig überarbeitete und stark erweiterte Auflage. Harrassowitz 1989, ISBN 3-447-02908-0 (Onlineausgabe (PDF; 32 kB), 5. Auflage. 2006)
- Verlagswesen in Schaubildern. Hüthig 2004 (Onlineausgabe (PDF; 19 kB) 2008)
- Der Verlagsbuchhändler. durchgesehener Nachdruck der 2. Aufl. 1985, Hauswedell 1993, ISBN 3-7762-0377-3
- Sanskrit-Kompendium. 6. erweiterte Auflage. BoD 2022, ISBN 978-3-7557-6145-7
- Conjunct Consonants in Sanskrit. BoD 2017, ISBN 978-3-7431-3367-9
- Großes Handbuch des gesamten Verlagswesens. BoD 2022, ISBN 978-3-7568-2069-6

Aufsätze
- für „Börsenblatt“, „Buchmarkt“, „Peeker Magazin für Mikrocomputer“, „cp computer persönlich“, „CAL Computer Applications in the Laboratory“ und andere Fachzeitschriften

Software
- MUM Macro Utilities Master. Heyden 1983
- DB-Meister, Adreß-, Kartei- und Schemabriefprogramm. 2. Auflage 1986
- ProDOS-Editor 1.0, Applesoft-Editor unter ProDOS-Betriebssystem. Hüthig 1984
- INPUT 1.0, A Professional Data Entry Utility. Hüthig 1983
- MMU 2.0, Memory Management Utilities. Hüthig 1984
- Softbreaker, Eine softwaremäßige Interrupt-Utility. Hüthig 1984